# Тишки-Брегенди
Тишки-Брегенди (пољ. Tyszki-Bregendy) је село у Пољској које се налази у војводству Мазовском у повјату Млавском у општини Шидлово.
Број становника је oko 70.
Од 1975. до 1998. године ово насеље се налазило у Ћехановском војводству.